# Ayn Al-Fawwar
Ayn Al-Fawwar (tiếng Ả Rập: عين الفوار), trước đây gọi là Ayn al-Qutt, là một ngôi làng ở Syria thuộc huyện Homs, tỉnh Homs. Theo Cục Thống kê Trung ương Syria, Ayn Al-Fawwar có dân số 623 trong cuộc điều tra dân số năm 2004.